# 大英國協大學協會
大英國協大學協會（英語：Association of Commonwealth Universities）是一個大英國協體系的國家之下，由500餘所成員大學的教育相關組織，其宗旨是「我們為我們的成員機構服務，以提昇國際在高等教育上的合作與共識，並居中提供更廣泛的服務和所需要的設施」。

## 沿革
1912年，為首的倫敦大學在倫敦發起了一個於帝國體制下、53所大學組成的會議。當時發起人們呼籲，他們需要一個「諮議局」來負責聯繫並代表海內外的各大學對中樞表達綜合意見。1913年，ACU以大英帝國「大學局」之姿成立了辦事處。爾後於倫敦期貨交易所的資助下，ACU於1919年獲得英鎊£5,000為其辦公資金，其餘支出則由國家負責補足。1948年，大學局更名為Association of Universities of the British Commonwealth；1963年更為現名。
Anastasios Christodoulou博士曾經擔任1980年至1996年的秘書長。1986年英國女王伊莉莎白二世成為ACU的贊助人。2019年薩塞克斯公爵夫人梅根成為ACU的贊助人，她一直擔任這一職位直至2021年2月。。

## 成員
香港的成員大學包括香港大學及香港中文大學。

## 外部連結
- 大英國協大學協會（页面存档备份，存于）